# Codename Sailor V
Codename Sailor V (コードネームはセーラーＶ, Codename wa Sailor V) est une série de mangas créée par Naoko Takeuchi, également la créatrice de Sailor Moon. Il a été prépublié dans le magazine Run-Run entre 1991 et 1997, et a été compilé en trois volumes. Une réédition en deux tomes a vu le jour par la suite en 2004 puis en 2014.
Le manga fut édité en version française par Glénat nom Sailor V avant d'être réédité en 2012 par Pika Édition sous le nom original.
Minako Aïno va pouvoir se transformer en justicière masquée nommée Sailor V grâce à sa rencontre avec un chat blanc, nommé Artémis, qui lui a révélé ses pouvoirs.
Codename Sailor V est la préquelle et le prototype de Sailor Moon, ce qui fait que Minako Aïno ait plusieurs points communs avec Usagi. Dans cette série plus connue, Sailor V deviendra Sailor Vénus et sera la cinquième Sailor Senshi à joindre le groupe.

## Synopsis
Minako (Sailor Venus), une justicière des Sailor Scouts, va voir apparaître son propre manga[pas clair]. Dans ce manga, nous allons pouvoir assister à la naissance de la grande et renommée Sailor V. On y comprendra aussi qu'elle fera la rencontre d'Artémis, un ami chat de Luna.

## Liste des volumes

### Première édition
| no | Japonais         | Japonais      | Français        | Français          |
| no | Date de sortie   | ISBN          | Date de sortie  | ISBN              |
| --- | ---------------- | ------------- | --------------- | ----------------- |
| 1 | 16 décembre 1993 | 4-06-322801-0 | 14 octobre 1998 | 978-2-7234-2761-6 |
| Liste des chapitres : - 1. La naissance de Sailor V - 2. Minako à la salle de jeux - 3. Les ambitions de Pandora et du canal 44 - 4. Les desseins de Petite Pandora - 5. Le complot de la Dark Agency - 6. Face-à-face : Sailor V vs Looga |                  |               |                 |                   |
| 2 | 19 octobre 1994  | 4-06-322810-X | 23 février 1999 | 978-2-7234-2787-6 |
| Liste des chapitres : - 7. Hawaï et les vacances de Vénus - 8. Romance sur la promenade des Ginkgos : Vénus met les gaz ! - 9. Sailor V contre Devleen - 10. Sailor V en crise : l'entrée en scène de "As", le bandit énigmatique          |                  |               |                 |                   |
| 3 | 4 novembre 1997  | 4-06-322834-7 | 25 mai 1999     | 978-2-7234-2798-2 |
| Liste des chapitres : - 12. Histoire de chats - 13. Histoire de chiens - 14. Histoire de moustiques - 15. Les pierres à bandes - 16. En route vers un nouveau voyage                                                                       |                  |               |                 |                   |

### Édition Shinsōban
| no | Japonais         | Japonais      | Français       | Français          |
| no | Date de sortie   | ISBN          | Date de sortie | ISBN              |
| --- | ---------------- | ------------- | -------------- | ----------------- |
| 1 | 29 octobre 2004  | 4-06-334929-2 | 2 juillet 2012 | 978-2-8116-0725-8 |
| Liste des chapitres : - 1. La naissance de Sailor V! - 2. Minako à la salle de jeux Crown - 3. Première apparition de Sailor V! ("Channel 44", l'ambition de Pandora) - 4. L'ambition de Petite Pandora - 5. Le complot de la Dark Agency - 6. Sailor V vs Luga la cyber-guerrière - 7. Les vacances de Sailor V (Cap sur Hawaï!) - 8. Amour sur l'avenue (Minako met le turbo) |                  |               |                |                   |
| 2 | 22 novembre 2004 | 4-06-334947-0 | 3 octobre 2012 | 978-2-8116-0726-5 |
| Liste des chapitres : - 9. Sailor V vs Rondouillette - 10. Sailor V sur le déclin?! (Voici Ace, le mystérieux gentleman!) - 11. Conspiration féline - 12. Conspiration canine - 13. Conspiration moustique - 14. Le miracle de la pierre striée! - 15. Un nouveau départ - première partie - 16. Un nouveau départ - deuxième partie                                            |                  |               |                |                   |

### Édition Kanzenban
| no | Japonais       | Japonais          |
| no | Date de sortie | ISBN              |
| -- | -------------- | ----------------- |
| 1  | 26 mai 2014    | 978-4-06-364946-8 |
| 2  | 26 mai 2014    | 978-4-06-364947-5 |